# Lepidopilum niveum
Lepidopilum niveum är en bladmossart som beskrevs av Kindberg 1891. Lepidopilum niveum ingår i släktet Lepidopilum och familjen Daltoniaceae. Inga underarter finns listade i Catalogue of Life.